# Krzysztof Szydłowiecki

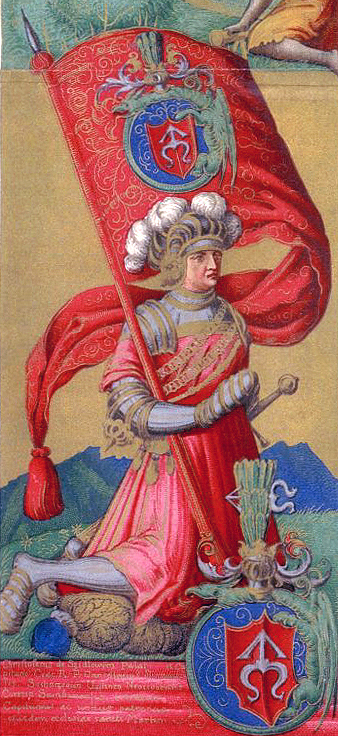
Graf Krzysztof Szydłowiecki

Graf Krzysztof Szydłowiecki (* 1467 in Szydłowiec; † 1532 in Krakau) aus dem Adelsgeschlecht derer von Szydłowiecki war ein polnischer Adeliger und Staatsmann.

## Leben
Krzysztof Szydłowiecki gehörte der Wappengemeinschaft Odrowąż an und bekleidete im Königreich Polen verschiedene Ämter, er war unter anderem Kastellan, Wojewode und Großkanzler der polnischen Krone, wodurch er einer der einflussreichsten Politiker des Landes wurde.
Während der Herrschaft von König Sigismund I. leitete er die Außenpolitik Polens. Er war ein politischer Gegner der Königin Bona, und im Gegensatz zu ihr vertrat er prohabsburgische, antiosmanische Ansichten. Zusammen mit Bischof Piotr Tomicki entwickelte er den Plan, mit dem Haus Habsburg eine Allianz zu schließen; als Folge kam es zum Wiener Kongress von 1515. Auf seine Initiative beendete der polnische König mit dem Hochmeister des Deutschen Ordens, Albrecht, den Reiterkrieg von 1521.
Im Jahr 1514 kaufte er für die Summe von 10.000 Florin die Stadt Opatów, wo er seine letzte Ruhe fand. Mit ihm starb das Geschlecht derer von Szydłowiecki im Mannesstamm aus.